# Eflani
Eflani est une ville et un district de la province de Karabük dans la région de la mer Noire en Turquie.